# 奇内奇塔站
奇內奇塔站（義大利語：Cinecittà）是羅馬地鐵A線的一個車站。奇內奇塔的意大利語意思為“電影城”，該站是羅馬地鐵A線在東南端的第二個車站，位於圖斯科拉納路，Via di Torre Split和Via Capannelle的路口。